# Cestovní třída

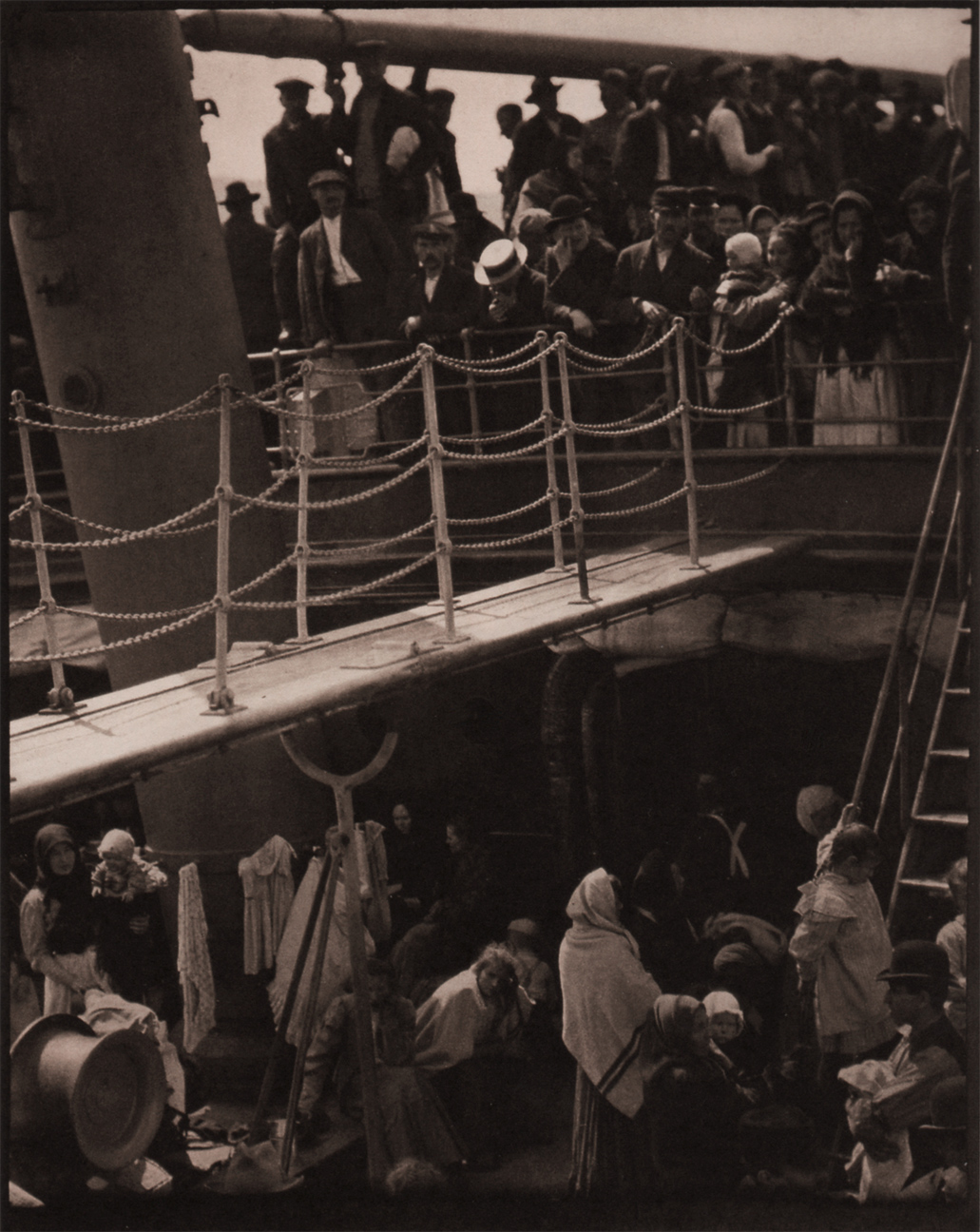
Alfred Stieglitz: Mezipalubí, 1907

Cestovní třída (v železniční dopravě vozová třída) je označení úrovně standardů veřejné přepravy, jíž odpovídá specifická úroveň jízdného cílená na určitou sociální třídu. V lepší třídě bývají dopravní prostředky, případně i čekárny a další prostory luxusněji vybaveny a v ceně jízdného bývá zahrnuto více doplňkových služeb. Důsledné rozlišování tříd je obvyklé zejména v letecké dopravě, železniční dopravě a dálkové lodní dopravě, v některých státech i v autobusové dopravě.

## Letecká přeprava a z ní odvozené systémy tříd
V letecké přepravě se mezinárodně používají tři základní třídy, přičemž některé letecké společnosti v rámci jednotlivých tříd rozlišují ještě podtřídy.
- první třída (First class)
- obchodní třída (Business class)
- turistická třída (Economy class)

Cestovním třídám v letecké dopravě jsou obdobné i cestovní třídy v indonéské autobusové i železniční dopravě, kde se nazývají Executive Class, Business Class a Economy Class. První dvě třídy jsou si cenově a úrovní služeb podobné, obvykle je zaveden místenkový systém (u první třídy povinně místenkový), autobusové linky prvních dvou tříd mají pevně stanovené zastávky. Autobusy Economy Class jezdí zejména v městské a místní dopravě a v oblastech s nezpevněnými silnicemi – nemají pevně určené zastávky, ale zastavují kdekoliv na znamení nebo požádání, často jezdí s otevřenými dveřmi, pokud nějaké vůbec mají.

## Lodní přeprava
V lodní přepravě je obvyklé lepší třídu označovat třída A a horší třídu třída B, typicky pro lodní lístek s kajutou pro přespání, jistá obdoba hotelu; za specifickou nejnižší třídu přepravy byla v mezinárodních i československých právních předpisech 20. let považována přeprava poutníků či vystěhovalců v mezipalubí.
Termín lodní třída má však více významů, kromě cestovní třídy označuje též konstrukční typ lodi, v evropských bezpečnostních normách pro osobní lodě zase třídy lodí A, B, C a D rozlišují konstrukční požadavky na lodě podle maximální vzdálenosti od pobřeží, v níž se při vnitrostátní námořní dopravě pohybuje.

## Vozová třída v evropské železniční přepravě

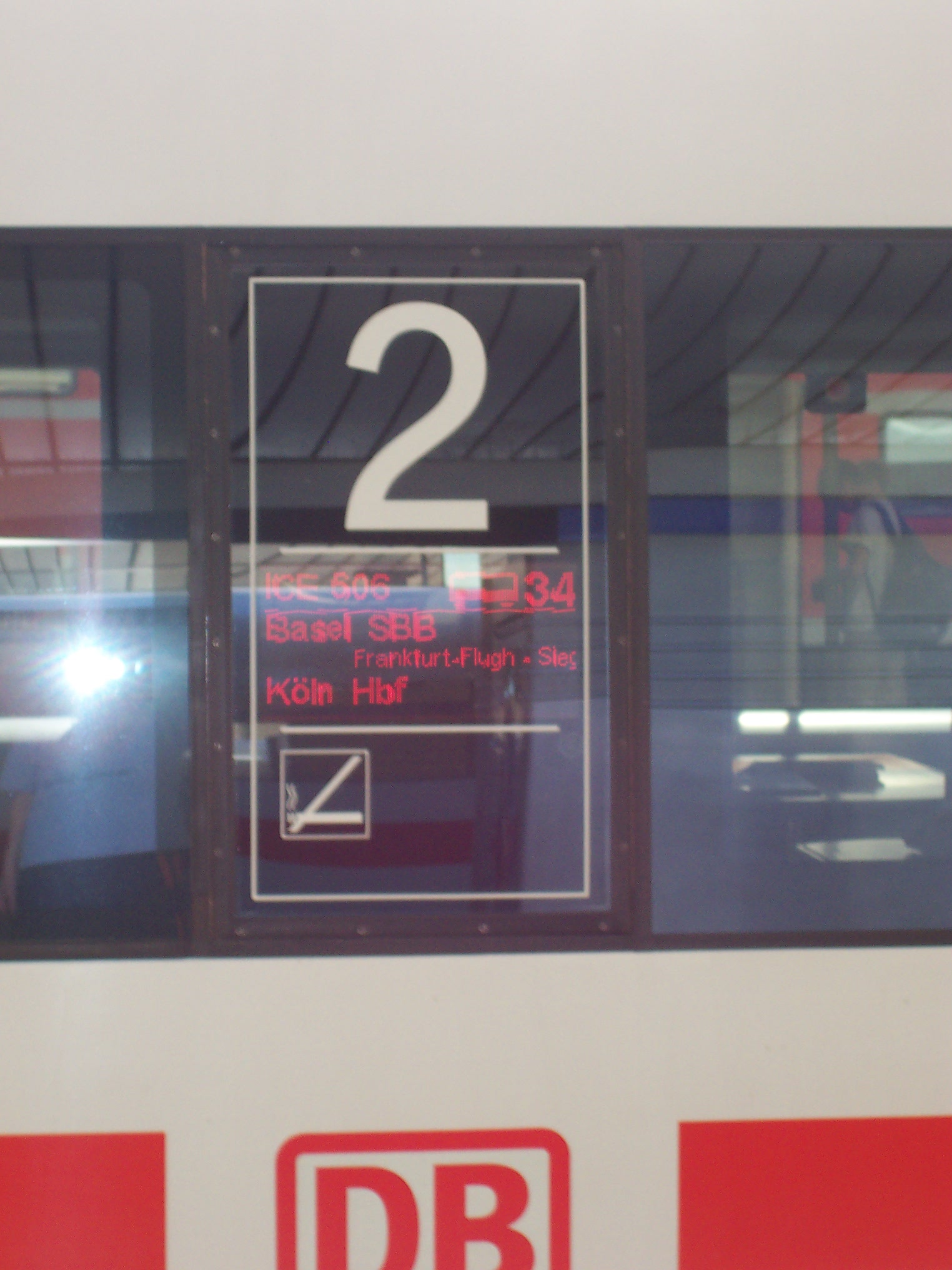
Označení 2. vozové třídy ve voze Deutsche Bahn

V evropské železniční dopravě se vozová třída označuje samotnou číslicí nebo číslicí se slovem „třída“ v příslušném jazyce.
- 1. třída
- 2. třída (původní 2. třída byla od 3. června 1956 zrušena a nahrazena dosavadní první třídou)
- 3. třída (přečíslovaná od 3. června 1956 na 2. třídu)

Soukromý železniční dopravce LEO Express, který zahájil v listopadu 2012 osobní dopravu na trase Ostrava - Praha, zavedl tři třídy, nazvané po vzoru letecké dopravy. První třída nese název Premium Class, na soupravě má být údajně označena jako 1+.[zdroj?] Na svém webu označuje třídy písmeny, tedy P pro Premium Class, B pro Business Class a E pro Economy Class.
U ČSD vozové třídě odpovídala barva kartonové jízdenky. Barvy a podobu jízdenek určoval od 1. května 1948 tzv. „Vzorník jízdenek“, vnitřní předpis K 3-č. Jízdenky 1. třídy byly žluté, 2. třídy zelené a třetí třídy hnědé, od roku 1956 1. třída zelené a 2. třída hnědé (tj. z hlediska barevné symboliky byla zrušena první třída a druhá s třetí byly přečíslovány o třídu níž).